# Grębków (gemeente)
De gemeente Grębków is een landgemeente in het Poolse woiwodschap Mazovië, in powiat Węgrowski.
De zetel van de gemeente is in Grębków.
Op 30 juni 2004 telde de gemeente 4650 inwoners.

## Demografie
Stand op 30 juni 2004:
| Omschrijving                   | Totaal | Totaal | Vrouwen | Vrouwen | Mannen | Mannen |
| ------------------------------ | ------ | ------ | ------- | ------- | ------ | ------ |
| eenheid                        | aantal | %      | aantal  | %       | aantal | %      |
| inwoners                       | 4650   | 100    | 2292    | 49,3    | 2358   | 50,7   |
| bevolkingsdichtheid (inw./km²) | 35,6   | 35,6   | 17,5    | 17,5    | 18     | 18     |

In 2002 bedroeg het gemiddelde inkomen per inwoner 1188,56 zł.

## Plaatsen
Aleksandrówka, Chojeczno-Sybilaki, Chojeczno-Cesarze, Gałki, Grębków, Grodzisk, Jabłonna, Kolonia Sinołęka, Kopcie, Kózki, Leśnogóra, Nowa Sucha, Nowa Trzcianka, Ogródek, Oszczerze, Pobratymy, Podsusze, Polków-Daćbogi, Polków-Sagały, Proszew A, Proszew B, Słuchocin, Stara Sucha, Stara Trzcianka, Stawiska, Suchodół, Trzebucza, Ziomaki, Żarnówka.

## Aangrenzende gemeenten
Kałuszyn, Kotuń, Liw, Mokobody, Wierzbno